# エーベルハルト・シェーラー
ハンス・エーベルハルト・シェーラー（Hans Eberhard Schöler, 1940年12月22日 - )はドイツ（西ドイツ）の卓球選手。日本の卓球メディアでは「シェラー」と表記されることが多い。1960年代から1970年代にかけて活躍した右利きシェークハンドのカット主戦型で、1969年世界卓球選手権男子シングルス2位、全ドイツ卓球選手権男子シングルスで9度の優勝等に輝く。冷静沈着で忍耐強いプレースタイルから「ミスター・ポーカーフェイス」の異名を取った。

## 経歴

### 選手として
1940年、西プロイセンのフラトヴ（現在のポーランド北西部ズウォトゥフ）に生まれる。ケルン大学で経営経済学を学んだのち、ガラスブロックを商う事業に携わる。
卓球を始めたのは13歳の頃で、TTCシュヴァルツ＝ヴァイス37デュッセルドルフでプレーしたのち、1957年にDJKトゥーザ06デュッセルドルフに入る。1960年にはロッテルダムの大会で国際大会デビュー。
1962年、ヨーロッパ卓球選手権西ベルリン大会に出場し、男子シングルスで3位、ディーター・フォルスターと組んだ男子ダブルスで3位、アグネス・シモンと組んだ混合ダブルスで2位、男子団体で3位に入賞。1963年の世界卓球選手権プラハ大会では男子団体のメンバーとして3位入賞。この大会では中国の荘則棟や徐寅生を破る活躍を見せている。1964年、ヨーロッパ卓球選手権マルメ大会では男子シングルスで3位入賞。
1965年、世界卓球選手権リュブリャナ大会では男子シングルスでハンス・アルセア（スウェーデン）、エドヴァルド・ヴェツコ（ユーゴスラヴィア）らを撃破して準々決勝に進出し、世界ランク3位の張燮林（中国）と対戦する。シェーラーと同じくカット主戦型の張燮林は、この時点でヨーロッパ選手に対しては無敗だった。
最初の2ゲームを21-15、21-14と連取したシェーラーだったが、第3ゲームは16-21で張が取り、続く第4ゲームはシェーラーが20-17と張を追い詰めながら逆転され、結局21-23で張が連取。勝負は最終第5ゲームにもつれ込んだ。第5ゲームは5-10、10-15、13-17と張がリードしながらも、シェーラーが追いつき21-20のマッチポイントを握る。ここからエッジボールで張が得点し同点に。こののち両者にネットインとエッジボールが続き、最終的に27-25でシェーラーが辛くも勝利を収めた。
ラリーが長く続くカットマン同士の激闘で試合時間は2時間にもおよび、この試合で消耗し切ったシェーラーは、荘則棟と対戦した準決勝では15-21、15-21、10-21とストレートで敗れた。
1966年にはドイツスポーツ界最高の栄誉である銀の月桂樹賞を授与される。同年、イギリスの卓球選手ダイアン・ロウと結婚。1967年、世界卓球選手権ストックホルム大会では男子シングルスでラドゥ・ネグレスク（ルーマニア）、キム・チャンホ（北朝鮮）らを破るも、準決勝で日本の長谷川信彦に敗れ3位。
1968年、PSVボルシア・デュッセルドルフに移籍。1969年の世界卓球選手権ミュンヘン大会では男子シングルスでヤロスラフ・スタニェク（チェコスロヴァキア）、田阪登紀夫（日本）らを破り決勝に進出。決勝では日本の伊藤繁雄に敗れシェーラーは2位に終わったが、これ以降2003年パリ大会に至るまでのあいだ、カットマンが世界選手権男子シングルス決勝に進出することはなかった。同年にはそのフェアプレー精神を讃えて、スウェイスリング・クラブよりヴィクトル・バルナ賞が贈られている。
1971年世界卓球選手権名古屋大会ではダイアン夫人と組んだ混合ダブルスで3位入賞。1972年のヨーロッパ卓球選手権ロッテルダム大会ではヤーノシュ・ボルジェイ（ハンガリー）と組んだ男子ダブルスで3位。1974年、国際大会から引退し、1979年にはドイツ国内での選手生活からも引退した。全ドイツ卓球選手権男子シングルスでは、コニー・フロインドルファーと並ぶ通算9度の優勝（1962年～1969年・1971年）に輝いており、これは2015年にティモ・ボルに破られるまでのあいだ最多優勝記録だった。

### 引退後
選手引退後は国際卓球連盟理事（1994年）、ヨーロッパ卓球連盟副会長（1994年～2012年）、国際卓球連盟会長諮問委員（2013年）、スウェイスリング・クラブ会長（2013年）等を歴任。2009年、ドイツ連邦共和国功労十字小綬章を受章し、2011年にはドイツスポーツ殿堂入りしている。
シェーラーはまた卓球用品の通信販売事業も起こしており、この事業は1977年にPSVボルシア・デュッセルドルフでのチームメイトだったヴィルフリート・ミッケに引き継がれてシェーラー・ウント・ミッケ (Schöler&Micke) として存続している。

## プレースタイル
シェーラーはシェークハンドのカット主戦型で、1965年までは両面一枚ラバーを使用していたが、促進ルールが運用されるようになったのをきっかけにフォア面を裏ソフトラバーに変更した。同世代の張燮林がカット主戦型でありながら多彩な両ハンド攻撃を積極的に混ぜるスタイルだったのに対し、シェーラーは俊足を生かしたフットワークで相手の強打をひたすら拾う守備的カットマンで、とりわけ促進ルールに入るとレシーバー時に13本粘って得点を重ね、強さを発揮した。
また「相手より先にミスしない」という守備的戦術を徹底するために、体力の消耗を極力抑えた非常に小さなスイングのカットを基本としていた。伊藤繁雄の述懐によればそのカットは、コンパクトなフォームからは想像できないほど重く感じられるものだったという。高島規郎はシェーラーのカット時の膝の使い方に感銘を受け、これを模範としていた。
攻撃もショートストロークの強打を基本としていたが、手首をうまく使い、また前に大きく踏み込みながら打つことによって十分な威力を発揮していた。後陣から猛然とダッシュしてきて小さなスイングの強打でストップを狙い打つさまは「シェーラーの鞭」(Schöler-Peitsche)と呼ばれた。